# Richard de Redvers, 2. Earl of Devon
Richard de Redvers, 2. Earl of Devon (* zwischen 1115 und 1130; † 21. oder 27. April 1162) war ein englischer Adliger.
Er entstammte der anglonormannischen Familie Redvers und war der älteste Sohn des Baldwin de Redvers, 1. Earl of Devon aus dessen erster Ehe mit Adelise Baluun. Beim Tod seines Vaters erbte er 1155 dessen Titel als Earl of Devon und Lord of the Isle of Wight. Von 1155 bis 1157 hatte er auch das Amt des Sheriff von Devon inne.
Er wurde mit Emma de Pont de l’Arche, Tochter des William de Pont de l’Arche und der Constance Mauduit verlobt, jedoch starb Emma jung, bevor es zur Eheschließung kam.
Er heiratete schließlich Denise de Dunstanville, eine der Töchter und Co-Erbinnen von Reginald de Dunstanville, 1. Earl of Cornwall. Mit ihr hatte er zwei Söhne:
- Baldwin de Redvers, 3. Earl of Devon († 1188);
- Richard de Redvers, 4. Earl of Devon († um 1193).

Als er 1162 starb, beerbte ihn sein älterer Sohn Baldwin. Richard de Redvers und Denise de Dunstainville wurden in Christchurch (Twynham) bestattet.